# Talitrus tasmaniae
Talitrus tasmaniae är en kräftdjursart. Talitrus tasmaniae ingår i släktet Talitrus och familjen tångloppor. Inga underarter finns listade i Catalogue of Life.